# Belince
Belince este o comună slovacă, aflată în districtul Topoľčany din regiunea Nitra. Localitatea se află la altitudinea de 161 m deasupra n.m., se întinde pe o suprafață de 2,1 km2 și în 2017 număra 337 de locuitori.

## Istoric
Localitatea Belince este atestată documentar din 1318.

## Demografie
| An:                | 1994 | 2004   | 2014    | 2024    |
| ------------------ | ---- | ------ | ------- | ------- |
| Număr de persoane: | 267  | 281    | 324     | 376     |
| Diferență:         |      | +5,24% | +15,30% | +16,04% |

| An:                | 2023 | 2024   |
| ------------------ | ---- | ------ |
| Număr de persoane: | 383  | 376    |
| Diferență:         |      | −1,82% |